# Antonio Hervás Amezcua
Antonio Hervás Amezcua (Jaén, 1951) és un artista multidisciplinari que domina un ampli ventall de gèneres i tècniques que van des de la pintura i el gravat, a l'escultura, l'obra mural i l'orfebreria.
Nascut a Jaén, viu a Gavà des de l'any 1966. Va realitzar els seus estudis artístics a Barcelona i es va graduar en Procediments Murals per l'Escola d'Arts Aplicades de la Llotja l'any 1980, i en Pintura i Gravat per la Facultat de Belles Arts Sant Jordi el 1982. La seva primera exposició va ser l'any 1972 i posteriorment ha exposat a Brasil, Estats Units, Islàndia, Alemanya, Finlàndia i Israel. Ha passat llargues temporades d'investigació i treball a Islàndia i a Los Angeles, on va viure i pintar sota el mecenatge d'Arnold Ashkenazy. La seva obra es pot contemplar en museus com el d'Albacete, el Parc Arqueològic Europeu de Reinhelm-Bliesbruck o l'Instituto Cervantes de São Paulo.
El 25 de febrer de 2003 es va constituir la Fundació Hervás Amezcua per a les Arts, una institució sense ànim de lucre i de naturalesa permanent, de caràcter cultural i divulgatiu i amb un àmbit d'actuació nacional i internacional.